# Buhriella rubicola
Buhriella rubicola är en tvåvingeart som beskrevs av Stelter 1960. Buhriella rubicola ingår i släktet Buhriella och familjen gallmyggor. Inga underarter finns listade i Catalogue of Life.